# Резолюция Совета Безопасности ООН 2016
Резолюция Совета Безопасности ООН № 2016 — резолюция, принятая всеми пятнадцатью государствами-членами Совета Безопасности ООН 27 октября 2011 года. Признавая «позитивные изменения» в Ливии после окончания ливийской гражданской войны и смерти Муаммара Каддафи, она устанавливала дату окончания положений резолюции Совета Безопасности 1973, которая позволила государствам предпринять «все необходимые меры» для защиты гражданского населения и которая сформировала правовую основу для военной интервенции ряда иностранных государств в Ливии. Срок окончания операции был определён в 23:59 по местному ливийскому времени 31 октября 2011 года. Бесполётная зона, созданная в соответствии с Резолюцией 1973, была также отменена с 31 октября 2011 года.
Министр иностранных дел Великобритании Уильям Хейг назвал резолюцию «вехой на пути к мирному, демократическому будущему Ливии». Посол США в ООН Сьюзан Райс заявила, что история будет считать вмешательство, примером действий в истории Совета Безопасности. Посол России в ООН Виталий Чуркин сказал: «Мы ожидаем, что НАТО будет действовать в соответствии с этим решением».

## Голосование
| За (15) | Воздержались (0) | Против (0) |
| --- | ---------------- | ---------- |
| - Великобритания - Китай - Россия - США - Франция - Босния и Герцеговина - Бразилия - Габон - Германия - Индия - Колумбия - Ливан - Нигерия - Португалия - ЮАР |                  |            |